# روبن کاراپتیان (هنرپیشه)
روبن تسولاکی کاراپتیان (ارمنی: Ռուբեն Ցոլակի Կարապետյան زاده ۲۴ اکتبر ۱۹۴۷ - درگذشته ۹ فوریهٔ ۲۰۲۲) یک بازیگر اهل ارمنستان بود. وی بین سال‌های ۱۹۷۶–۲۰۱۳ میلادی فعالیت می‌کرد.

## زندگی‌نامه
وی در ۲۴ اکتبر ۱۹۴۷ در ایروان به دنیا آمد و از انستیتو دولتی هنری و نمایشی ایروان فارغ‌التحصیل شد. وی همچنین برندهٔ جوایزی همچون هنرمند افتخاری جمهوری ارمنستان (۲۰۰۴) شده است. وی در ۹ فوریهٔ ۲۰۲۲ در سن ۷۴ سالگی درگذشت.